# Tony Blue
Anthony Arthur Crampton „Tony“ Blue (* 4. Februar 1936 in Dubbo; † 1. Oktober 2020) war ein australischer Mittelstreckenläufer, der sich auf die 800-Meter-Distanz spezialisiert hatte.
Bei den Olympischen Spielen 1960 in Rom erreichte er das Halbfinale.
1962 gewann er bei den British Empire and Commonwealth Games in Perth Bronze über 880 Yards und wurde Vierter im Meilenlauf.
Zwei Jahre später schied er bei den Olympischen Spielen 1964 in Tokio im Halbfinale aus.
Dreimal wurde er Australischer Meister über 880 Yards (1959, 1962, 1963). Seine persönliche Bestzeit über diese Distanz von 1:47,8 min (entspricht 1:47,1 min über 800 m) stellte er am 26. März 1960 in Brisbane auf.